# Katoliška dežela Lombardija
Katoliška dežela Lombardija je skupno ime za škofije in nadškofije v istoimenski italijanski deželi Lombardija (Regione Lombardia). Obsega sledečih 10 škofij: Bergamo, Brescia, Mantova, Cremona, Crema, Lodi, Pavia, Vigevano, Milano, Como.
Po podatkih zbornika Istituto Centrale per il sostentamento del clero 2006 živi na površini 22.700 km² skupno 9.106.286 vernikov v 3.067 župnijah.
V Lombardiji se je začela katoliška vera razvijati v tretjem stoletju, ko so bile ustanovljene prve škofije. Organizacija je bila dokončno urejena za časa milanskega škofa Ambroža, ko je katoliška dežela segala še globoko v današnjo Švico. Ambrož se je vneto boril proti arianizmu in skušal določiti pravila za sožitje med cerkveno in posvetno oblastjo. Bil je velik zagovornik samostanskega življenja. Njegova osebnost je povzdignila ugled škofov v deželi in poživila vero ljudstva v težkih časih barbarskih vpadov. Ljudska pobožnost se je ohranila predvsem s čaščenjem Matere Božje, kateri na čast je bilo sezidanih kakih dvesto svetišč, ki so še danes v rabi. 